# مایلا نورمی
مایلا نورمی (انگلیسی: Maila Nurmi؛ ۱۱ دسامبر ۱۹۲۲ – ۱۰ ژانویهٔ ۲۰۰۸) یک هنرپیشه فنلاندی-آمریکایی بود.
او در دههٔ ۱۹۵۰ میلادی، شخصیت «وَمپایرا» (زن خون‌آشام) را خلق کرد و سال‌ها، ایفای این نقش را در تلویزیون، عهده‌دار بود.
از فیلم‌ها یا برنامه‌های تلویزیونی که وی در آن نقش داشته است می‌توان به طرح شماره ۹ بیرون از فضا و روزی که مردم زود بیدار شدم اشاره کرد.